# Municipio de Belford (Dakota del Norte)
El municipio de Belford (en inglés: Belford Township) es un municipio ubicado en el condado de Richland en el estado estadounidense de Dakota del Norte. En el año 2010 tenía una población de 122 habitantes y una densidad poblacional de 1,32 personas por km².

## Geografía
El municipio de Belford se encuentra ubicado en las coordenadas 46°9′11″N 96°56′54″O / 46.15306, -96.94833. Según la Oficina del Censo de los Estados Unidos, el municipio tiene una superficie total de 92.41 km², de la cual 92,41 km² corresponden a tierra firme y (0 %) 0 km² es agua.

## Demografía
Según el censo de 2010, había 122 personas residiendo en el municipio de Belford. La densidad de población era de 1,32 hab./km². De los 122 habitantes, el municipio de Belford estaba compuesto por el 94,26 % blancos, el 0,82 % eran amerindios, el 1,64 % eran asiáticos y el 3,28 % eran de una mezcla de razas. Del total de la población el 0 % eran hispanos o latinos de cualquier raza.